# Unit Structures
Unit Structures – studyjny album pianisty Cecila Taylora nagrany 19 maja 1966 i wydany w tym samym roku.

## Historia i charakter albumu
Album ten, nagrany 19 maja 1966 r. i wydany w kilka miesięcy później, był pierwszą płytą Taylora wydaną w USA po ponad czteroletniej przerwie. Razem z Levels and Degrees of Light Muhala Richarda Abramsa i albumami Johna Coltrane'a oraz Roscoe Mitchella sygnalizował on nowy soniczny kierunek jazzu.
Krytyk i autor Ronald Radano napisał: 

Z free jazzem, czarna muzyka i modernizm osiągnęły poziom strukturalnego synkretyzmu, w którym podobieństwa z obu muzycznych światów zachęcały do stylistycznego łączenia się.

Album reprezentuje nowe podejście do jazzu. Przede wszystkim jest to muzyka totalna i całkowicie kolektywna W swoim iluminującym tekście do płyty Taylor napisał: 

Muzyk podąża do tego regionu nieznanej totalności, wykonanej całkowicie z analizy samego siebie (improwizacji), świadomej manipulacji znanym materiałem; każda część jest wyborem (...)

Mimo tego każda partia instrumentalna jest znakomicie słyszalna częściowo dzięki indywidualnej klasie samych muzyków i częściowo – znakomitemu nagraniu tej muzyki w słynnym studiu Rudy'ego Van Geldera.
Ten typ muzyki – kolektywnej improwizacji – można spróbować objaśnić określeniem "płynna zmienna ciągłość". Muzyka zawarta na tym albumie ma także pewien związek z planem architektonicznym i architektonicznymi ideami. Sam Taylor powiedział na ten temat: 

Przekonałem się, że otrzymuję więcej z patrzenia na architektoniczne rysunki niż z większości muzycznych zapisów.

Chociaż rozwój muzyki w danym utworze prowadzi muzyków do pewnych wspólnie wykonywanych i zbliżonych elementów, nigdy nie są one wykonywane unisono. Mimo tego, że jednym z głównych elementów muzyki Taylora jest rytm, to jednak Andrew Cyrille raczej stara się dodawać muzyce specyficznych akcentów i barw.
Chociaż jest to album Taylora, to jego partia fortepianowa wcale nie wybija się na prowadzenie. Fortepian jest tu tak samo uprawnionym instrumentem jak każdy inny, co podkreśla kolektywny charakter muzyki.
Według "Top Ten Reviews" album ten został oceniony jako 6 (na 209 omówionych) za rok 1966, jako 47 (na 5308 omówionych) za lata 60. XX wieku i jako 296 w ogóle (na 455 808 omówionych albumów).

## Muzycy
- Cecil Taylor – fortepian, dzwonki
- Eddie Gale Stevens, Jr. – trąbka
- Jimmy Lyons – saksofon altowy

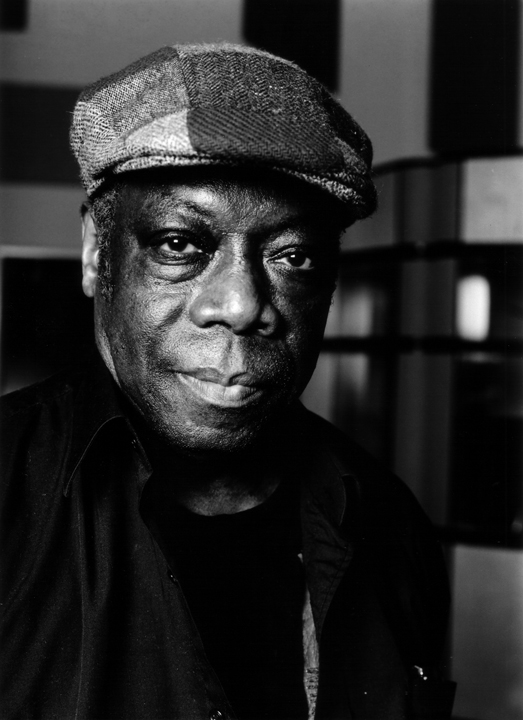
Perkusista Andrew Cyrille

- Ken McIntyre – saksofon altowy, obój, klarnet basowy
- Henry Grimes – kontrabas
- Alan Silva – kontrabas
- Andrew Cyrille – perkusja

## Spis utworów
Album analogowy (LP)
Strona pierwsza
| 1. | Steps                                | 10:15 |
|    |                                      |       |
| 2. | Enter, Evening (Soft Line Structure) | 11:03 |
|    |                                      |       |
|    |                                      | 21:18 |
|    |                                      |       |
Strona druga
| 1. | Unit Structure/As of a Now/Section | 17:45 |
|    |                                    |       |
| 2. | Tales (8 Whisps)                   | 7:10  |
|    |                                    |       |
|    |                                    | 24:55 |
|    |                                    |       |
Dysk (CD)
| 1. | Steps                                  | 10:15 |
|    |                                        |       |
| 2. | Enter, Evening (Soft Line Structure)   | 11:03 |
|    |                                        |       |
| 3. | Enter, Evening (nagranie alternatywne) | 10:06 |
|    |                                        |       |
| 4. | Unit Structure/As of a Now/Section     | 17:45 |
|    |                                        |       |
| 5. | Tales (8 Whisps)                       | 7:10  |
|    |                                        |       |
|    |                                        | 56:19 |
|    |                                        |       |
- Wszystkie kompozycje Cecila Taylora

## Opis płyty
Album analogowy
- Producent – Alfred Lion
- Data nagrania – 19 maja 1966
- Inżynier dźwięku – Rudy Van Gelder
- Studio – Van Gelder Studios w Englewood Cliffs w stanie New Jersey

Dysk (CD)
- Producent – Michael Cuscuna
- Transfer cyfrowy – Ron McMaster
- Tekst we wkładce – Cecil Taylor
- Długość – 56:19
- Firma nagraniowa – Blue Note
- Numer katalogowy LP – BST 84237
- Nr katalogowy CD – CDP 7 84237 2
- Data wydania – LP 1966, CD 1987